# Wilhelm Pailler
Wilhelm Pailler Can. reg. (* 23. März 1838 in Linz; † 17. März 1895 in St. Peter am Wimberg) war ein österreichischer Theologe und Volkskundler.

## Leben
Wilhelm Pailler trat 1858 nach der Matura als Novize in das Augustiner-Chorherrenstift Sankt Florian ein und wurde 1863 zum Priester geweiht. 1867 bis 1868 studierte Pailler an der Universität Innsbruck u. a. bei Ignaz Vinzenz Zingerle Germanistik, Kirchengeschichte und kanonisches Recht. Ab 1868 war er Lehrer für Kirchenrecht und Kirchengeschichte an der hauseigenen theologischen Lehranstalt des Stifts Sankt Florian. Mit dem Maler und Schriftsteller Eduard Ille verband ihn eine Freundschaft, die durch einen regen Briefwechsel dokumentiert ist. Ab 1878 war Pailler Pfarrvikar in Goldwörth, ab 1886 in St. Peter am Wimberg, wo er 1895 starb.
Pailler begann schon während seines Noviziats mit seiner schriftstellerischen Tätigkeit und verfasste 1862 ein Pilgerbüchlein über den Heiligen Florian. Er übersetzte Jesuitendramen aus der Barockzeit und andere Theatertexte aus dem Lateinischen, Französischen und Italienischen. Ferner verfasste er Theaterstücke für Kinder- und Jugendgruppen sowie christliche Laienspielgruppen. In diese fügte er oft volkstümliche Liedtexte ein, die er von seinem Florianer Mitbruder Bernhard Deubler vertonen ließ.
Als Forscher und Sammler beschäftigte sich Pailler bevorzugt mit Krippendarstellungen, Weihnachtsspielen, Weihnachtsliedern und dem damit verbundenen Brauchtum. Das Ergebnis dieser Tätigkeit war die 1881 und 1883 in zwei Bänden erschienene Sammlung Weihnachtlieder und Krippenspiele aus Oberösterreich und Tirol, die „seither […] zu den unverzichtbaren Nachschlagewerken des Liedbestandes zum Weihnachtsfestkreis“ zählt. Allerdings konzentrierte sich seine Sammlertätigkeit hauptsächlich auf die Texte, während im Anhang seines Werkes nur eine Auswahl weniger (38 und 31) Melodien aufgenommen wurden. Im Jahr 2000 begann daher Arnold Blöchl für das Österreichische Volksliedwerk mit der Herausgabe einer umfangreichen Sammlung zugehöriger Melodien aus der Parallelüberlieferung der Liedtexte; von dem auf vier Teile berechneten Werk sind bislang (2014) zwei Teile erschienen.

## Werke
- Florianibüchlein zum Gebrauch für Wallfahrer nach dem Kloster St. Florian. 1862.
- Über das Theaterspielen der Jugendbündnisse, Gesellenvereine und Kinder. 1865.
- Das Passionsspiel zu Brixlegg. 1868 (Digitalisat).
- Jodok Stülz, Prälat von St. Florian, ein Lebensbild. 1876 (Digitalisat).
- Neue heit’re Dramen für junge Herren und Damen. 1879 (Digitalisat).
- Weihnachtlieder und Krippenspiele aus Oberösterreich und Tirol.
  - Band 1. Wagner, Innsbruck 1881 (Digitalisat).
  - Band 2. Wagner, Innsbruck 1883 (eingeschränkte Vorschau in der Google-Buchsuche).